# Timothy Dalton
Pour les articles homonymes, voir Dalton.
Timothy Dalton /ˈtɪməθi ˈdɔːltən/ est un acteur britannique, né le 21 mars 1946 à Colwyn Bay (pays de Galles).
Il est l'interprète de James Bond à deux reprises à la fin des années 1980, dans Tuer n'est pas jouer et Permis de tuer.

## Biographie

### Enfance
Timothy Dalton a des origines anglaises par son père, et italiennes et irlandaises par sa mère, citoyenne américaine. Il grandit à Manchester, dans le milieu du spectacle. Dalton découvre sa vocation dès l’âge de 16 ans en jouant une pièce de théâtre : Macbeth. Après avoir quitté ses études, il se joint au National Youth Theatre (théâtre national de la jeunesse), pendant trois étés, et étudie à l'Académie Royale d'Art dramatique pendant deux ans. Il fait ensuite partie de la troupe du théâtre de Birmingham en 1966, où il joue un grand nombre de premiers rôles.

### Carrière
Son premier rôle au cinéma date de 1968, dans le film Le Lion en hiver (The Lion in Winter). Timothy Dalton y incarne le roi de France et partage l'affiche avec Peter O'Toole, Katharine Hepburn et Anthony Hopkins. Il est avant tout un grand acteur shakespearien, naviguant entre le théâtre, le cinéma et la télévision. Dès 1968, il est repéré par le producteur Albert R. Broccoli qui lui propose le rôle de James Bond dans Au service secret de Sa Majesté, qu'il décline car il estime à 22 ans être trop jeune pour succéder à Sean Connery. Dans ses mémoires, Broccoli dit lui avoir proposé le rôle deux fois, la seconde étant sept ans avant qu'il accepte, soit à l'occasion de Rien que pour vos yeux.
Après quelques films au cinéma et à la télévision, Timothy Dalton obtient le rôle de James Bond, en août 1986, succédant à Roger Moore. Il est alors en compétition avec Sam Neill, Pierce Brosnan, Lambert Wilson Bryan Brown, Andrew Clarke ou encore Antony Hamilton[réf. nécessaire]. Pierce Brosnan, tout d'abord pressenti pour incarner le personnage, ne put interpréter le rôle, étant sous contrat avec la télévision pour la série Remington Steele. Timothy Dalton a donc interprété James Bond dans Tuer n'est pas jouer (The Living Daylights) en 1987, puis une deuxième fois en 1989 dans Permis de tuer (Licence to Kill). 
En raison de litiges entre Eon et la MGM, la production du dix-septième film de la série James Bond, GoldenEye, fut repoussée de six ans. Pendant ce temps de nombreuses rumeurs ont circulé sur le remplacement de Timothy Dalton. En avril 1994, il refuse officiellement le rôle qui revient alors à Brosnan.
Dalton a repris depuis sa carrière d'acteur au théâtre, bien qu'il continue d'apparaître au cinéma. En 2003, il tient de nouveau le rôle d'un agent secret dans Les Looney Tunes passent à l'action (Looney Tunes: Back in Action), puis en patron de supermarché dans la comédie noire Hot Fuzz en 2007. Il revient en 2009 dans l'épisode spécial de Noël de Doctor Who : La Prophétie de Noël (The End of Time) dans le rôle du Lord Président Rassilon, dont c'est la première réapparition de ce personnage dans la série depuis 1983 voir l'épisode The Five Doctors. En 2010, il interprète le rôle d'Alexei Volkoff dans la série américaine Chuck.
Il participe également au film d'animation Toy Story 3, nouveau volet de la franchise Toy Stoy du studio Pixar. Il tient le rôle du jouet Mr. Pricklepants, un hérisson féru de William Shakespeare.
En 2012, il participe au film d'animation Clochette et le Secret des fées, nouveau volet des aventures de la Fée Clochette, dans lequel il prête sa voix au chef des fées de l'hiver.
En 2014, il interprète Sir Malcolm Murray, explorateur richissime et mystérieux, dans la série Penny Dreadful créée par John Logan et s'inspirant de l'ambiance victorienne à la fin du XIXe siècle, aux côtés d'Eva Green et de Josh Hartnett. La série s'arrête en 2016 après trois saisons. Penny Dreadful a reçu plusieurs récompenses de 2014 à 2017, dont le Satellite Award 2014 de la meilleure série et le Critic Choice Award 2014 de la meilleure nouveauté de l'année.
En 2018, Timothy Dalton est annoncé dans la série Doom Patrol, adaptation des comics de DC Comics. Il tient le rôle du Dr Niles Caulder / Le Chef (en), un homme ayant pris sous son aile plusieurs individus ayant des pouvoirs.
En 2019, il reprend son rôle du jouet Mr. Pricklepants dans le film d'animation Toy Story 4.
En 2022, il apparait dans la cinquième saison de la série The Crown qui narre la vie de la famille royale britannique. Il y incarne Peter Townsend, vieil amour de la princesse Margaret.
En 2023, il apparait dans le rôle de Donald Whitfield dans la série western 1923, préquelle de la série à succès Yellowstone.

### Vie privée
Dalton a eu une relation avec l'actrice anglaise Vanessa Redgrave (avec qui il est apparu dans le film de 1971 Marie Stuart, reine d’Écosse et le film de 1979 Agatha), entre 1971 et 1986.
En couple dans les années 1990 avec la musicienne Oksana Grigorieva, ils se sont mariés en 1997 et ont eu un fils, Alexandre Dalton.
Leur relation prend fin en 2003.

## Filmographie

### Cinéma

#### Années 1960
- 1968 : Le Lion en hiver (The Lion in Winter) de Anthony Harvey : Philippe Auguste
- 1969 : Le Voyeur de Franco Indovina : Mark

#### Années 1970
- 1970 : Cromwell de Ken Hughes : Prince Rupert
- 1970 : Les Hauts de Hurlevent (Wuthering Heights) de Robert Fuest : Heathcliff
- 1971 : Marie Stuart, Reine d'Écosse (Mary, Queen of Scots) de Charles Jarrott : Henry
- 1975 : La Trahison (Permission to Kill) de Cyril Frankel : Charles Lord
- 1976 : El hombre que supo amar de Miguel Picazo : Juan de Dios
- 1978 : Sextette de Ken Hughes : Sir Michael Barrington
- 1979 : Agatha de Michael Apted : Col. Archibald Christie

#### Années 1980
- 1980 : Flash Gordon de Mike Hodges : Prince Barin
- 1981 : Chanel solitaire (Coco Chanel) de George Kaczender : Boy Capel
- 1985 : Le Docteur et les Assassins (The Doctor and the Devils) de Freddie Francis : Dr Thomas Rock
- 1986 : Brenda Starr (en) de Robert Ellis Miller : Basil St. John
- 1987 : Tuer n'est pas jouer (The Living Daylights) de John Glen : James Bond
- 1988 : Hawks (en) de Robert Ellis Miller : Bancroft
- 1989 : Permis de tuer (Licence to Kill) de John Glen : James Bond

#### Années 1990
- 1990 : La Putain du roi (The King's Whore) de Axel Corti : Vittorio Amadeo
- 1991 : Les Aventures de Rocketeer de Joe Johnston : Neville Sinclair
- 1994 : Naked in New York de Daniel Algrant : Elliot Price
- 1996 : Salt Water Moose de Stuart Margolin : Lester Parnell
- 1997 : The Informant de Jim McBride : Rennie
- 1997 : L'éducatrice et le tyran (The Beautician and The Beast) de Ken Kwapis : Boris Pochenko
- 1999 : Fausse Donne (Made Men) de Louis Morneau : Sheriff Dex Drier
- 1999 : Passion's way de Robert Allan Ackerman : Charles Darrow

#### Années 2000
- 2000 : L'amour au menu (Timeshare) de Sharon von Wietersheim : Matthew Farragher
- 2001 : American Outlaws de Les Mayfield : Allan Pinkerton
- 2003 : Les Looney Tunes passent à l'action (Looney Tunes : Back in Action) de Joe Dante : Damien Drake
- 2007 : Hot Fuzz de Edgar Wright : Simon Skinner

#### Années 2010
- 2010 : The Tourist de Florian Henckel von Donnersmarck : Inspecteur Jones
- 2010 : Toy Story 3 : M. Pricklepants (animation)
- 2011 : Vacances à Hawaï (Hawaiian Vacation) (court métrage) : M. Pricklepants (animation)
- 2011 : Mini Buzz (Small Fry) (court métrage) : M. Pricklepants (animation)
- 2012 : Clochette et le secret des fées (Secret of the Wings) : Lord Milori (animation)
- 2012 : Rex, le roi de la fête (Partysaurus Rex) (court métrage) : M. Pricklepants (animation)
- 2019 : Toy Story 4 : M. Pricklepants (animation)

### Télévision

#### Téléfilms
- 1966 : Troilus and Cressida : Diomedes
- 1968 : The Three Princes : Ahmed
- 1979 : The Flame Is Love : Marquis de Guaita
- 1983 : Antoine et Cléopâtre (Antony and Cleopatra) : Marc Antoine
- 1984 : The Master of Ballantrae : Colonel Francis Burke
- 1985 : Florence Nightingale : Richard Milnes
- 1994 : L'Aigle rouge (Lie Down with Lions): Jack Carver
- 1999 : The Reef de Robert Allan Ackerman : Charles Darrow
- 2000 : Possessed de Steven E. de Souza : Fr. Willam Bowden
- 2006 : Miss Marple : Le Mystère de Sittaford (Christie Marple : The Sittaford Mystery) : Clive Trevelyan
- 2013 : Toy Story : Angoisse au motel ( Toy Story of Terror) : M. Pricklepants (animation)
- 2014 : Toy Story: Hors du Temps ( Toy Story That Time Forgot) : M. Pricklepants(animation)

#### Séries télévisées
- 1967 : Sat'day While Sunday : Peter
- 1969 : Judge Dee (épisode A great place of Evil) : rôle sans nom
- 1970-1971 : BBC Play of the Month (épisodes : Five Fingers Exercise : Clive Harrington, 1970 ; Candida : Marchbanks, 1971)
- 1979 : Colorado (Centennial) : Oliver Seccombe
- 1979 : Drôles de dames (Charlie's Angels) : Damien Roth
- 1983 : Jane Eyre : Edward Fairfax Rochester
- 1984 : L'Amour en héritage (Mistral's Daughter) : Perry Kilkullen
- 1985 : Faerie Tale Theatre (épisode The Emperor's New Clothes) : Narrateur (voix)
- 1986 : La Griffe du destin (Sins) : Edmund Junot
- 1992 : Les Contes de la crypte (Tales from the Crypt) : Lokai
- 1992 : Framed : Eddie Myers
- 1994 : Scarlett : Rhett Butler
- 1998 : Les contes de mon enfance (épisode The Prince and the Swan : Prince Gvidon (voix)
- 1999 : Cléopatre : Jules César
- 2004 : Dunkirk : le narrateur (voix)
- 2005 : Hercule : Amphitryon
- 2008 : Unknow Sender (épisode If You're Seeing This Tape…) : Miles
- 2009 : Doctor Who : Lord President Rassilon
- 2010-2011 : Chuck : Alexei Volkoff (6 épisodes)
- 2014-2016 : Penny Dreadful : Sir Malcolm Murray (27 épisodes)
- 2019-2020 : Raiponce, la série (Tangled: The Series) : Deminatus (animation, 2 épisodes)
- 2019-2021 : Doom Patrol : Dr Niles Caulder / Le Chef (en) (26 épisodes)
- 2022 : The Crown : Peter Townsend (saison 5, épisode 4)
- 2023 : 1923 : Donald Whitfield (4 épisodes)

## Voix francophones
En version française, Timothy Dalton est dans un premier temps doublé par Bernard Murat dans Le Lion en hiver, Cromwell et Flash Gordon, Patrick Dewaere dans Marie Stuart, Reine d'Écosse, Jean Roche dans Drôles de dames, Hubert Noël dans Agatha, Michel Papineschi dans Jane Eyre ou encore par Michel Derain dans Colorado et La Griffe du destin.
À partir de 1987 et le film Tuer n'est pas jouer, Edgar Givry est la voix régulière de l'acteur qu'il double notamment dans Hawks, La Putain du roi, Les Aventures de Rocketeer, Les Looney Tunes passent à l'action, Hot Fuzz, Chuck, Penny Dreadful, Doom Patrol ou encore The Crown.
Parallèlement, Timothy Dalton est doublé par Guy Chapellier dans Permis de tuer et Cléopâtre , Papineschi le retrouve dans Scarlett et L'Éducatrice et le Tyran, tandis qu'il est doublé par Patrick Donnay dans Doctor Who et Philippe Crubézy dans The Tourist.